# Asenat Barzani
Asenat bat Shmuel Barzani, Osnat Barzani, ou Asenath Barzani (1590–1670) (em curdo Asênat Barzanî), foi uma poetisa, escritora e rabina curda, que foi a cabeça da escola rabínica de Mossul, em Iraque. e considerada a primeira mulher rabina da história, assim como a primeira mulher líder na história do Curdistão.

## Biografia
Sabe-se que Asenat nasceu no ano 1590, no seio de uma proeminente família judia de Mossul.
Asenat era filha e neta de rabinos. Seu pai, o rabino Samuel HaLevi Barzani, era o líder da yeshivá de Mossul. Sua família vivia em situação de pobreza, mas ele foi considerado como um santo.  Ele não teve filhos, de modo que se dedicou a educar pessoalmente a sua filha. Conhecido maestro da Cabalá, diz-se que ensinou a sua filha os segredos da Cabalá. Barzani adorava a seu pai, e considerava-o como um rei de Israel. Numa carta, ela descreveu sua criação:
Barzani casou-se com um dos melhores estudantes e sobrinho de seu pai, Jacob Mizrahi, também rabino, quem prometeu a seu pai que sua filha não faria nenhum trabalho doméstico e poderia passar seu tempo como uma estudiosa da Torá. Após a morte de seu pai, seu marido converteu-se em chefe (Rosh Yeshivá) da Yeshivá em Mossul. Ele estava tão envolvido em seus estudos que ela era quem essencialmente ensinou aos estudantes da yeshivá e lhes proporcionava a formação rabínica requerida. Segundo conta-se, após ter cumprido com a o mandamento judeu (mitzvá) de casar-se e reproduzir-se, depois de que ela teve um filho e uma filha, lhe suplico ao Senhor não voltar a ficar grávida e que fechasse sua matriz para ela se poder dedicar de cheio ao estudo da Torá.
Depois da morte de seu marido, a direcção da Yeshivá passou a ela de forma natural, e com o tempo ela se fez conhecida como a maestra principal da Torá no Curdistão. Já que nem seu pai nem seu marido tinham sido exitosos na arrecadação de fundos para a yeshivá, esta sempre estava em dificuldades financeiras, e Barzani escreveu uma série de cartas solicitando doações, descrevendo a situação da academia talmúdica e a de seus filhos. Eventualmente e devido a dívidas, sua casa e seus pertences foram sido confiscadas, incluindo seus livros, mas ela sentia que não era apropriado que uma mulher viajasse em procura de apoio financeiro. Barzani escreveu.:
Apesar destes problemas financeiros, a yeshivá continuou funcionando com sucesso e produzindo estudiosos de alto nível, incluindo a seu filho, ao que enviou a Bagdá, onde ele continuou a dinastia de eruditos rabínicos.
Em cartas dirigidas a ela, se pode ver o respeito e a admiração de seus colegas académicos de longe e de perto. Seus poucos escritos existentes demonstram um domínio completo do hebreu, Torá, o Talmude, Midrash, assim como a Cabala, e suas cartas são não só dignas dum erudito, mas também de um maestro da prosa e poesia.  Depois de sua morte, muitos judeus curdos fizeram peregrinações a sua tumba em Amedi no norte de Iraque, onde também está enterrado seu pai.

## Título
A Barzani deu-se-lhe o título de Tanna'it, uma rara honra para uma mulher judia. O título de Tanna'it, e seu papel como cabeça de uma yeshivá (escola rabínica) não é equivalente ao de rabino, e portanto ela é considerada como um raro exemplo de um maestro rabínico de género feminino, ainda que sem classificação como "rabino" equivalente à faixa de juiz religioso no judaísmo tradicional. Ela fez-se muito conhecida e famosa em Curdistão por seu grande conhecimento.

## Lendas
Existem muitas histórias folklóricas e lendas curdas sobre ela e os milagres que realizava,  incluída aquela na que se descreve em "Uma multidão de anjos".  No folklore local, seu sexualidade joga um papel central, ao invés do que tem ocorrido durante sua vida. Muitas das histórias aludem-lhe poderes sobrenaturais e têm sido encontradas em amuletos. Estes incluem entre outros, sua capacidade para limitar suas gravidezes a dois meninos para que ela pudesse dedicar a seus estudos, e a capacidade de afastar a um intruso que tentava a violar, graças à invocação de nomes divinos.

### Uma multidão de anjos
De acordo com a lenda, seu pai aparecia com frequência nos sonhos de Barzani, revelando perigos para ela e lhe dizendo como os evitar. Numa ocasião, foi a Amadia, no Sultanato de Badinane, onde convenceu aos judeus de celebrar Rosh Chodesh, a festividade da lua nova, ao ar livre, como tinha sido o costume dantes de que fossem ameaçados por gentiles hostis. À medida que avançavam com a celebração, teve gritos e viram um fogo que subia para o céu. A sinagoga tinha sido incendiada, com todos os pergaminhos e livros sagrados. Conta-se que Barzani sussurrou um nome secreto que tinha aprendido de seu pai; depois disto, a gente viu uma multidão de anjos que desceram até o teto da sinagoga. Os anjos sacudiram suas asas para apagar o fogo, até que a última faísca tinha sido extinguida. Depois disto, se levantaram para o céu como uma bandada de pombas brancas. E quando a fumaça se dissipou, todo mundo viu que não só nenhum dos judeus presentes tinha sido ferido no incêndio, sina que outro milagre tinha ocorrido: a sinagoga não se tinha queimado, nem nenhum dos rolos da Torá foram tocados pelo fogo. Após esse milagre, os judeus de Amadia não foram acossados pelos gentiles durante muito tempo. Em sua honra, deram seu nome à sinagoga, e a lenda à entrada da mesma termina com as palavras "e que segue em pé hoje em dia".

## Morte
Asenat Barzani faleceu em 1670. Sua tumba é um lugar visitado pelos poucos judeus residentes em Curdistão, assim como judeus curdos que vivem em outros países.